# Louisa Lawson

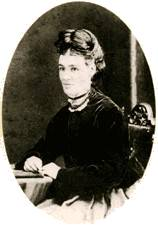
Louisa Lawson

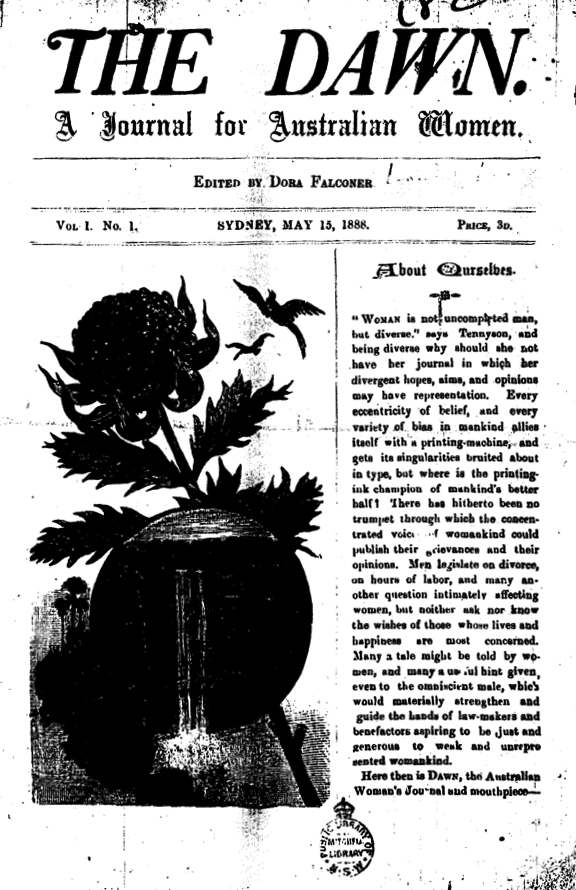
Okładka pierwszego numeru The Dawn

Louisa Lawson z domu Albury (ur. 17 lutego 1848 w Guntawang w pobliżu Mudgee, zm. 12 sierpnia 1920 w Gladesville) – australijska poetka, publicystka i działaczka feministyczna i sufrażystyczna.

## Życiorys
Była drugim z dwanaściorga dzieci Henry'ego Albury i szwaczki Harriet z domu Winn. Uczęszczała do szkoły w Mudgee, jednak ze względu na sytuację domową nie kontynuowała edukacji, ale pozostała w domu, aby zajmować się młodszym rodzeństwem. 7 lipca 1866 w Mudge poślubiła pochodzącego z Norwegii żeglarza Nielsa Hertzberga Larsena (używającego także imienia Peter). Ich norweskie nazwisko Larsen uległo anglicyzacji i zostało przekształcone na Lawson. 17 czerwca 1867 urodził się ich pierwszy syn Henry, a do 1877 roku, kolejne czworo dzieci (jedna z córek zmarła jako niemowlę). Śmierć dziecka stała się inspiracją dla pierwszych wierszy Louisy, opublikowanych w lokalnym piśmie Mudgee Independent. Zawierał on porady domowe, modę, wiersze, opowiadania oraz reportaże dotyczące aktywności kobiet, zarówno lokalnej, jak i światowej. 
W Australii trwała gorączka złota i Niels Peter Lawson często wyjeżdżał na potencjalnie złotonośne pola, a także szukał pracy na budowach. Gospodarstwo domowe oraz czterdziestoakrowa (16 ha) działka w Eurunderee spoczywały na barkach Louisy. Zarabiała szyciem, sprzedażą nabiału oraz tuczeniem bydła. W 1883 roku zdecydowała się na wyjazd wraz z dziećmi do Sydney. Starała się zachować pozory funkcjonowania małżeństwa, ale ono faktycznie się zakończyło. Peter nieregularnie wspomagał rodzinę, dlatego Louisa podjęła się prowadzenia pensjonatu. Za pieniądze z tej działalności zakupiła podupadające czasopismo The Republican. Redagowała je wraz z synem Henrym w latach 1887-88 i drukowała w domu na starej prasie.  
Dzięki doświadczeniu zdobytemu przy pracy z The Republican, w maju 1888 roku opublikowała pierwszy numer czasopisma The Dawn, który stał się pierwszym australijskim magazynem feministycznym i sufrażystowskim. Celem wydawania magazynu było nagłośnienie krzywdy kobiet oraz walka o ich prawa wyborcze. Pismo zawierało porady domowe, modę, wiersze, opowiadania oraz reportaże opisujące działalność kobiet. Szybko osiągnęło sukces komercyjny. 
Po śmierci męża Louisa Lawson odziedziczyła jego oszczędności, co pozwoliło jej na rozbudowanie drukarni i zatrudnienie dziesięciu pracownic, które objęły również stanowiska drukarzy. Wywołało to stanowczą reakcję New South Wales Typographical Association, organizacji drukarzy, która odmawiała kobietom członkostwa. Apelowała ona do reklamodawców o bojkotowanie The Dawn, a także prześladowała zatrudnione w drukarni kobiety.  
W maju 1889 otworzyła Dawn Club, który stał się ośrodkiem ruchu sufrażystowskiego w Sydney. W 1905 roku jej wiersze, publikowane w The Down oraz innych czasopismach, zostały opublikowane w formie książki zatytułowanej The Lonely Crossing and Other Poems. 
Zmarła w szpitalu psychiatrycznym w Gladesville, została pochowana na Rookwood Cemetery w Sydney.